# المسرح الوطني الفلسطيني
المسرح الوطني الفلسطيني لا يختلف عن أي جانب آخر من الجوانب الثقافية الفلسطينية، متأثرا بما تتأثر به هذه الثقافة من عوامل تراجع بسبب الاحتلال والتغيرات السريعة التي ما زالت تحدث إلى الآن منذ ما يزيد على القرن في منطقة الشرق الأوسط وخصوصا في فلسطين.
على أن مشكلة المسرح ربما كانت وما تزال أكثر إيغالا في التعقيد من بقية الجوانب بسبب علاقته المباشرة مع الجمهور وكذلك بسبب حاجته إلى الإمكانيات المادية الجاهزة وأسباب أخرى كثيرة.
والمادة التي بين أيدينا هنا هي ما استطعنا الحصول عليه من مجموعة من المصادر لأن المسرح في فلسطين، وللأسف، لم يجد من يؤرخ له بشكل علمي حتى الآن.

## البدايات
رغم عدم تشجيع سلطات الانتداب البريطاني للمسرح الفلسطيني المحلي، وتفضيلها المسرحية المترجمة، إلا أن هذا لم يمنع قيام كتّاب مسرحيين فلسطينيين من تقديم عدد لا بأس به من المسرحيات طُبع منها القليل، وقد أنهت دار المعلمين في القدس عامها الدراسي 1932 بمسرحية «هاملت» لشكسبير، وأتقن طلابها جميعاً أدوارهم وخاصةً الطالب الذي قام بدور «جرترود» أم هاملت، حيث كان مكياجه متقناً إلى حد أن الكثيرين ظنوه امرأة.
وقد شهدت مرحلة ما قبل 1948 ازدهار المسرح الفلسطيني فعلياً، وتعددت التجارب وأغنت الحركة المسرحية، وقد ارتبطت الحركة المسرحية في بداياتها في فلسطين بالمدارس التبشيرية التي انتشرت في القدس ويافا وحيفا وبيت لحم، ولعله من الإنصاف القول إن الأندية والجمعيات الناشطة في فلسطين هيأت الجو لغرس بذور النهضة المسرحية حيث كان التمثيل ضمن برامجها الدورية، ومن هذه الجمعيات «جمعية الشبان المسيحية» في القدس والتي أنشئت عام 1877.
وعرفت مجموعة من الأسماء التي اهتمت بالكتابة للمسرح ما بين عامي 1919 و1949، وعلى رأسهم جميل حبيب بحري، والأخوة صليبا ونصري وجميل وفريد الجوزي.
وتأثرت حركة المسرح بكثير من العوامل في تلك الفترة إضافة إلى المدارس التبشيرية، فقد كانت هناك مدارس وطنية أسست كرد على المدارس التبشيرية، واهتمت هذه المدارس بالمسرح حيث قدم معظمها مسرحية واحدة على الأقل في نهاية كل عام دراسي.
وأي دارس لتاريخ المسرح الفلسطيني لا يستطيع أن ينكر عامل الفرق المصرية والشامية والأجنبية التي زارت فلسطين بين أعوام 1920- 1930، أمثال فرقة جورج أبيض والريحاني وعلي الكسار، كما قامت عدد من الفرق الأجنبية بتقديم مسرحيات شكسبير وموليير، مما دفع بعض الشبان الفلسطينيين إلى تأسيس فرق تمثيلية في العديد من المدن.
وفي تلك الفترة وصل عدد الفرق المسرحية في مدينة القدس وحدها إلى ما يزيد على 30 فرقة، غير أن هذه الفرق كانت ضعيفة المستوى.
وأثّرت كذلك الجمعيات والنوادي ومحطة الإذاعة الفلسطينية والصحف والمطابع بشكل أو بآخر على الاهتمام بالمسرح في تلك الفترة.
وقد واجهت المسرحيين الفلسطينيين مجموعة من الصعوبات تمثلت في عدم وجود فتيات للقيام بالأدوار النسائية واستئثار بعض محبي الظهور بالأدوار الرئيسة، خصوصا إذا كانوا من أبناء العائلات أو ممن يدعم أهاليهم المسرح بشكل أو بآخر، كما ساهمت القوانين الحكومية والرقابة على النصوص في عرقلة الجهود المسرحية.
وقد ذكرنا أن جميل حبيب بحري كان من أهم الكتّاب الذين كتبوا للمسرح قبل عام 1948، حيث قام بكتابة 12 مسرحية منها:
- الوطن المحبوب، 1923، نشرت في القاهرة
- الخائن، مأساة من 3 فصول، 1924
- في سبيل الشرف، مأساة من 5 فصول، 1926
- سجين القصر، مأساة من 5 فصول، 1927

وقد عرف المسرح الفلسطيني أيام الانتداب المسرحيات السياسية، ولكن في وقت متأخر، وذلك بسبب صرامة الرقابة البريطانية التي كانت توجّه أقسى معاملاتها ضد المسرحيات السياسية المطبوعة، غير أن هذا لم يحُل دون أن تلعب المسرحية السياسية دورها المهم، ففجرت أحزان الناس ونبهتهم إلى مآسيهم.
وخرجت في فترة ما بين الحربين مسرحيات تحارب الصهيونية وتحض على عدم بيع الأراضي لليهود، وصرف بعض الكتّاب همّه الأول للكتابة المسرحية الموجهة ضد النفوذ الأجنبي وتدخله في شؤون العرب الداخلية.

## المسرح الفلسطيني بعد 1948
لم يكد المسرح الفلسطيني يبدأ أولى خطواته حتى فوجئ بصدمة استلاب فلسطين، وعلى هذا تشتت شمل فناني المسرح الفلسطيني، وهاجر معظمهم إلى الأردن حيث بدأوا نشاطاً مسرحياً فلسطينياً هناك.
أما من آثر منهم البقاء في فلسطين فقد سكتوا لمدة من الزمن ثم عاودوا نشاطهم مؤيدين بكثير من العناصر اليهودية التي تهوى تمثيل المسرح العربي، والتي قدِمت أصلاً من بلاد عربية مثل العراق ومصر، وعلى هذا تكوّن مسرح عربي من سماته الأبرز تعاون مسرحيين عرب وفنانين يهود ينطقون العربية.
كان من بين هؤلاء اليهود «متاحو إسماعيلي» الذي اكتسب خبرة مسرحية طيبة في مصر، فجمع حوله عناصر مسرحية كوّن بها فرقة أخرجت للناس مسرحية «تعويذة الهند» وهي باللغة العربية عن حياة المهاجرين الشرقيين إلى إسرائيل.
وتطلع اليهود القادمون من العراق إلى المشاركة في النشاط المسرحي الذي بدأه أخوان لهم من مصر، فقدموا مسرحيات عربية كثيرة، بدأوها بمسرحية أحمد شوقي «مجنون ليلى» في أكتوبر 1956، وقد لقيت المسرحية نجاحا كبيرا.
ومن الفرق التي انتشرت في فلسطين بين عام 1948 وعام 1967 كانت فرقة «بلالين» وفرقة «دبابيس» وفرقة «المسرح الشعبي» وفرقة «المسرح الحديث» وفرقة «كشكول» وفرقة «المسرح الحي» وفرقة «المسرح الفلسطيني».
وكان من الأسماء البارزة التي نشطت لإعادة الحياة إلى المسرح الفلسطيني، صبحي الداموني وأديب جهشان الذي كان أبرز أعضاء «المسرح الناهض» في حيفا، كما برز كذلك اسم نصري الجوزي ككاتب، ومن مسرحياته:
- العدل أساس الملك 1956
- الدنيا أم 1956
- فؤاد وليلى
- الحق يعلو
- شبح الأحرار
- ذكاء القاضي، وهي للأطفال
- صور من الماضي، وهي للأطفال كذلك
- تراث الآباء، وكانت هذه المسرحية ضد بيع الأراضي في فلسطين لليهود.

وكتب كذلك برهان الدين العبوشي مسرحية: «وطن الشهيد» وكتب محمد حسن علاء الدين مسرحية شعرية في أربعة فصول عن حياة وموت الشاعر إمرؤ القيس، وكتب في الاتجاه نفسه محي الدين الحاج عيسى الصفدي مسرحية «كليب» وهي شعرية من خمسة فصول.

## العوامل التي أثرت في مرحلة 1948-1967

### النكبة
حيث عرقلت النكبة صعود نجم المسرح الفلسطيني، لكنها من جانب آخر راحت تغذي الذات الفلسطينية وتثير الإبداع، فقد احتل موضوع النكبة معظم الكتابات المسرحية.
ساهم انتشار التعليم والمدارس أيضا في دفع المسرح إلى الأمام حيث التعليم يخدم الوعي المسرحي، وساهم التعليم العالي كذلك في موضوع المسرح، وكذلك الفرق الفلسطينية والمهرجانات الصيفية ووسائل الإعلام، كل ذلك خلق روح جديدة للمسرح في فلسطين.
من جانب آخر واجهت الحركة المسرحية مجموعة من الصعوبات، مثل قوانين الاحتلال وأوامره الرقابية التي حدّت كثيراً من انطلاق المسرحيين الفلسطينيين، وتأثرت الحركة المسرحية كذلك بعامل عدم وجود هيئة مسؤولة تنظم علاقات المسرحيين وتدعمهم، وشكلت ندرة النصوص المسرحية عاملا هاما أعاق المسرح الفلسطيني عن النهوض، كما بقيت المشكلة الاجتماعية التي تمثلت في عدم وجود فتيات يقمن بالأدوار النسائية، وهذه المشكلة عانى منها المسرح في فلسطين طويلا.

### الثورة الفلسطينية
ومع انطلاقة الثورة الفلسطينية المعاصرة خطا المسرح الفلسطيني خطوة أخرى، حيث تطلع الثوار إلى إعادة النشاطات الثقافية والفنية التي أُهدرت طوال سنوات النكبة، فقامت، وبمبادرة من حركة التحرير الوطني الفلسطيني، «جمعية المسرح العربي الفلسطيني»، عام 1966، وحددت لنفسها أهدافاً واضحة هي:
- التوعية بالقضية الفلسطينية
- عرض تجارب الثورة الفلسطينية النضالية على المسرح
- إحياء التراث الثقافي الفلسطيني

ولبلوغ هذه الأهداف تكونت فرقة للتمثيل المسرحي، زارت عواصم البلاد العربية وقدمت عروضها على مسارحها، كما اتجهت الجمعية كذلك إلى ضم شتات الموسيقيين في فرقة قدمت حفلاتها على مسارح دمشق، تخللتها أغانٍ فلسطينية وأناشيد ثورية وعروض أزياء شعبية فلسطينية.
كما أسهمت جمعية المسرح العربي الفلسطيني في تكوين نواة لفرقة فنون شعبية من أجل إحياء التراث الشعبي وحمايته من الضياع، وقد تبنت حركة فتح هذه الفرقة.
وقد قدمت الجمعية مسرحياتها على مسارح كثيرة في العواصم العربية:
- «شعب لن يموت» تأليف سعيد المزين فتى الثورة وإخراج صبري سندس
- «الطريق» تأليف وإخراج نصر الدين شما
- «حفلة من أجل 5 حزيران» تأليف سعد الله ونوس وإخراج علاء الدين كوكش

## المسرح الفلسطيني بعد 1967
بعد عام 1967أطل جيل جديد من الكتّاب أخذ يقدم بنجاح مجموعة من الأعمال المسرحية في الضفة الغربية وأماكن أخرى من فلسطين مثل مسرحية «العتمة».
وقد كتب الشاعر سميح القاسم مسرحية «قرقاش»، وكتب الشاعر معين بسيسو مسرحية «ثورة الزنج» و«شمشون ودليلة»، وكتب سهيل إدريس مسرحية عن فلسطين بعنوان «زهرة من دم»، وكتب هارون هاشم رشيد مسرحية شعرية بعنوان «السؤال»، وكتب المناضل الشهيد غسان كنفاني مسرحية «الباب» و«القبعة والنبي».
ومن المهم أن نذكر أنه بعد عام 1967 تأسس المسرح الفلسطيني خارج الأرض المحتلة حيث حالت الظروف التاريخية دون ظهور هذا المسرح قبل هذا التاريخ.
كما استمرت الفرق العاملة داخل الأراضي المحتلة بممارسة نشاطها المسرحي وكان ابرزها فرقة المسرح الفلسطيني وفرقة المسرح الشعبي سنابل وبلالين ودبابيس والمسرح التجريبي وفرقة الكواكب وفرقة صندوق العجب وغيرها كثير
برز في اواخر الثمانينيات عدة فرق مسرحية كمسرح الرواة ومسرح سنابل ومسرح الجوال والرحالة، ومسرح الورشة الفنية
كما وظهرت العديد من المسرحيات والتي خرجت من دائرة الشعار السياسي إلى دائرة الإنسان واحتياجاته في التحرر والاستقلال، ومن هذه المسرحيات الزبال لمسرح الرواة وسيدي الجنرال لمسرح سنابل وموتى بلا قبور لمسرح الورشة الفنية ومسرحية العصافير لمسرح النزهة الحكواتي  كما وخرجت أسماء جديدة في المسرح الفلسطيني ساهمت بنشر ثقافة الاحتراف لدى العاملين في الحركة المسرحية الفلسطينية وقد قام مسرح الرواة بجولات مسرحية داخل فلسطين وخصوصا في المناطق المهمشة وتم عرض مسرحية كوكو ريكو وحدها في أكثر من مخيم ومدينة وتجمع سكاني في الضفة الغربية وقطاع غزة
ومن هؤلاء الفنان إسماعيل الدباغ وأحمد أبو سلعوم وإبراهيم عليوات واخرون.
كما نشأت العديد من الفرق المسرحية في الثمانينات من القرن الماضي كفرقة الدلال وفرقة صندوق العجب وفرقة الكواكب وفرقة الحكواتي وفرقة المسرح الفلسطيني وفرقة الورشة الفنية ومسرح الرواة الفلسطيني، مع العلم بأن معظم هذه الفرق قد توقفت لعدة أسباب أهمها عدم وجود مصادر تمويل، بأستثناء مسرح الرواة ومسرح سنابل ومسرح قافلة ومسرح الجوال المقدسي.